# إتش دينيسي فاغنر
إتش دينيسي فاغنر (بالإنجليزية: H. Dean Wagner)‏ هو ملحن أمريكي، ولد في 1961.